# Poppea capricornis
Poppea capricornis är en insektsart som beskrevs av Fowler. Poppea capricornis ingår i släktet Poppea och familjen hornstritar. Inga underarter finns listade i Catalogue of Life.